# Kristian Bang Foss
Kristian Bang Foss (født 27. oktober 1977) er en dansk forfatter uddannet fra Forfatterskolen i 2003. Han har udgivet adskillige romaner. I 2012 fik han sit internationale gennembrud med Døden kører Audi, der er blevet solgt til udgivelse i 17 lande.
I 1996 blev han student fra Østre Borgerdyd Gymnasium og har undervist i litteratur på Testrup Højskole.

## Priser
- 2017 – Beatrice Prisen fra Det Danske Akademi.[2]
- 2013 - EU's litteraturpris